# Livia aurea
Livia aurea är en svampart som beskrevs av Josef Velenovský 1947. Livia aurea ingår i släktet Livia, ordningen disksvampar, klassen Leotiomycetes, divisionen sporsäcksvampar och riket svampar.   Inga underarter finns listade i Catalogue of Life.